# Церква Святого Духа (Таллінн)
Церква Святого Духа (ест. Püha Vaimu kirik)  — це середньовічна лютеранська церква у Старому місті Таллінна, Естонія. Вона розташована за Ратушною площею, на вулиці Пюхавайму, навпроти Великої гільдії та «Maiasmokk», найстарішого кафе міста.

У складі Старого міста включена до Світової спадщини ЮНЕСКО.

## Історія
Будівництво церкви ймовірно було розпочато у першій половині 13-го ст., а перша письмова згадка про неї — у 1319 році. Церква не розташована на схід, що може вказувати на існування забудови довкола неї на час будівництва та необхідності вписуватись у розташування вулиць. Спочатку церква, присвячена Святому Духу, була частиною більшого комплексу притулку для літніх та немічних і, крім головного входу з північної сторони, мала вхід з двору притулку, з півдня.
Найстарішою частиною церкви є хор, до якого нава була додана наприкінці 13-го — початку 14-го сторіччя. Оригінальна дерев'яна стеля була замінена у 1360 році, коли були додані наявне склепіння, вежа та великі готичні вікна. У 1630 році вежа набула поточного вигляду, хоча він і є реконструкцією після пожеж 1684 та 2002 рр. Церква Святого Духа була першою в Естонії, де почали проводитись служби естонською, і перші витримки Катехізису, надруковані естонською, були надруковані тут у 1535 році.
Хронік Бальтазар Руссов (1536–1600) був пастором церкви.

## Архітектура
Церква має простий екстер'єр, покритий білою штукатуркою, та увінчаний ступінчастими фронтонами; вежа у плані восьмикутна, увінчана реконструйованим ренесансним шпилем; має лише декілька, але досить великих готичних вікон з витонченим різьбленням по каменю. Вітражі у вікнах створені наприкінці 20-го сторіччя. Цінною деталлю екстер'єру також є витончений годинник роботи Крістіана Акермана(кінець 17 ст.)..
План інтер'єру досить незвичний — хор розташований асиметрично на північ, та двонавний основний простір. Серед оздоблення інтер'єру особливо виділяється головний вівтар роботи Бернта Нотке. Він датується 1483 роком та зображує на центральній панелі сходження Святого Духа на 12 апостолів на День Святої Трійці. Поруч з вівтарем розташована пам'ятна дошка на честь британських моряків, які загинули під час операцій ВМФ Великої Британії на Балтиці (1918–1919 рр.). Галереї церкви багато прикрашені сценами з Біблії, які створені десь у середині 17-го ст. ймовірно різними художниками. Наявний орган церкви датується 1929 роком.

## Галерея

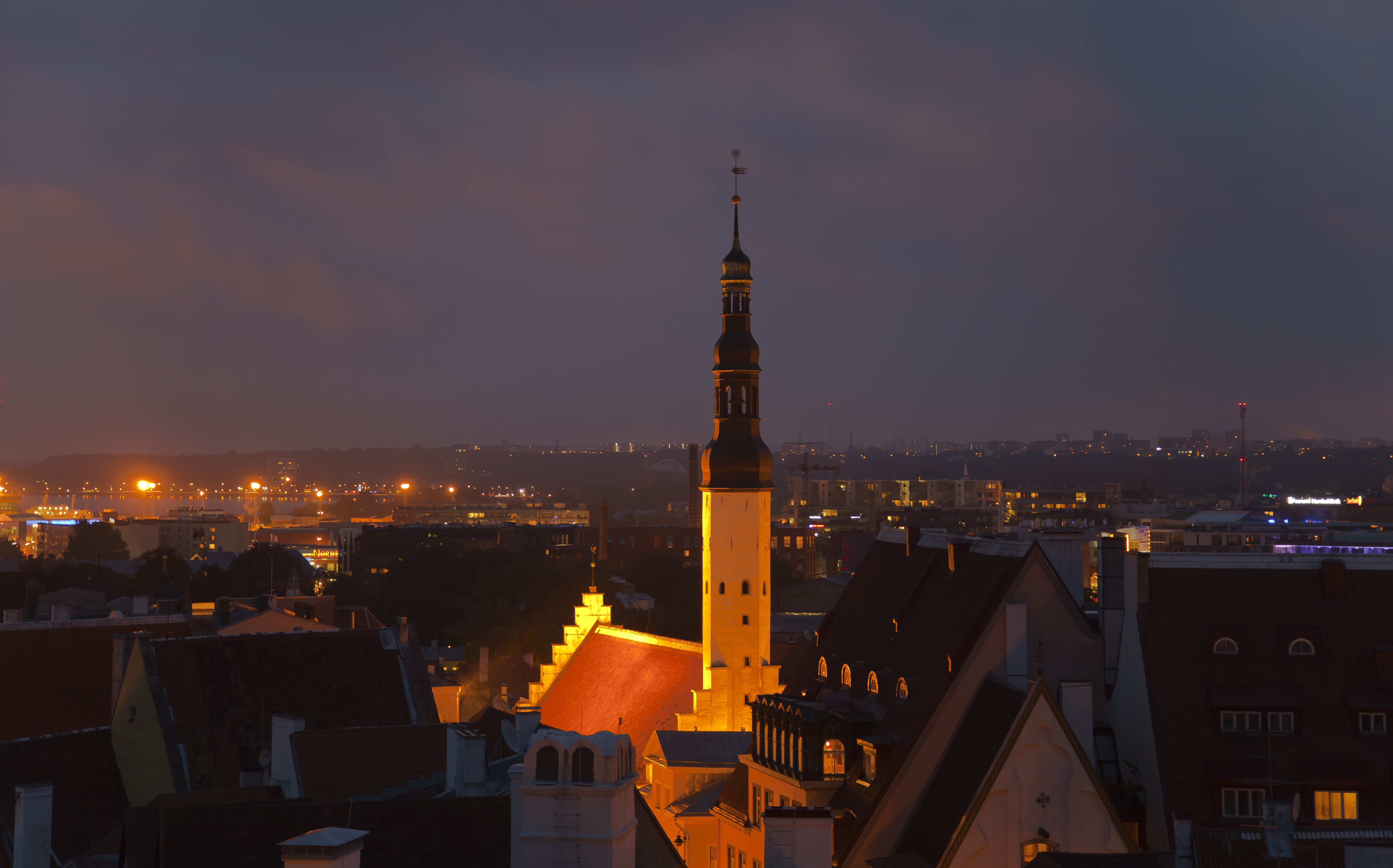
Шпиль церкви вночі
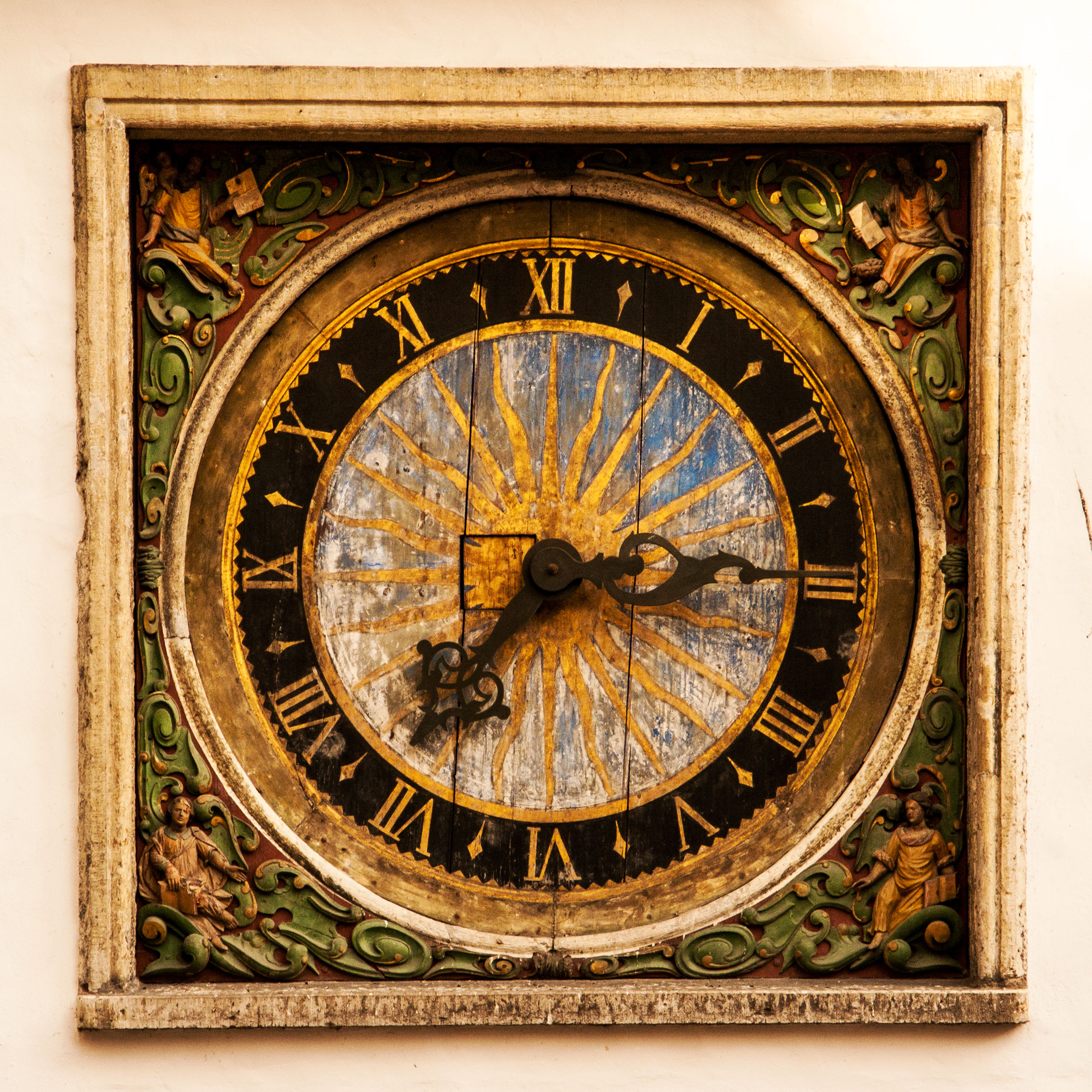
Годинник, створений Крістіаном Акерманом
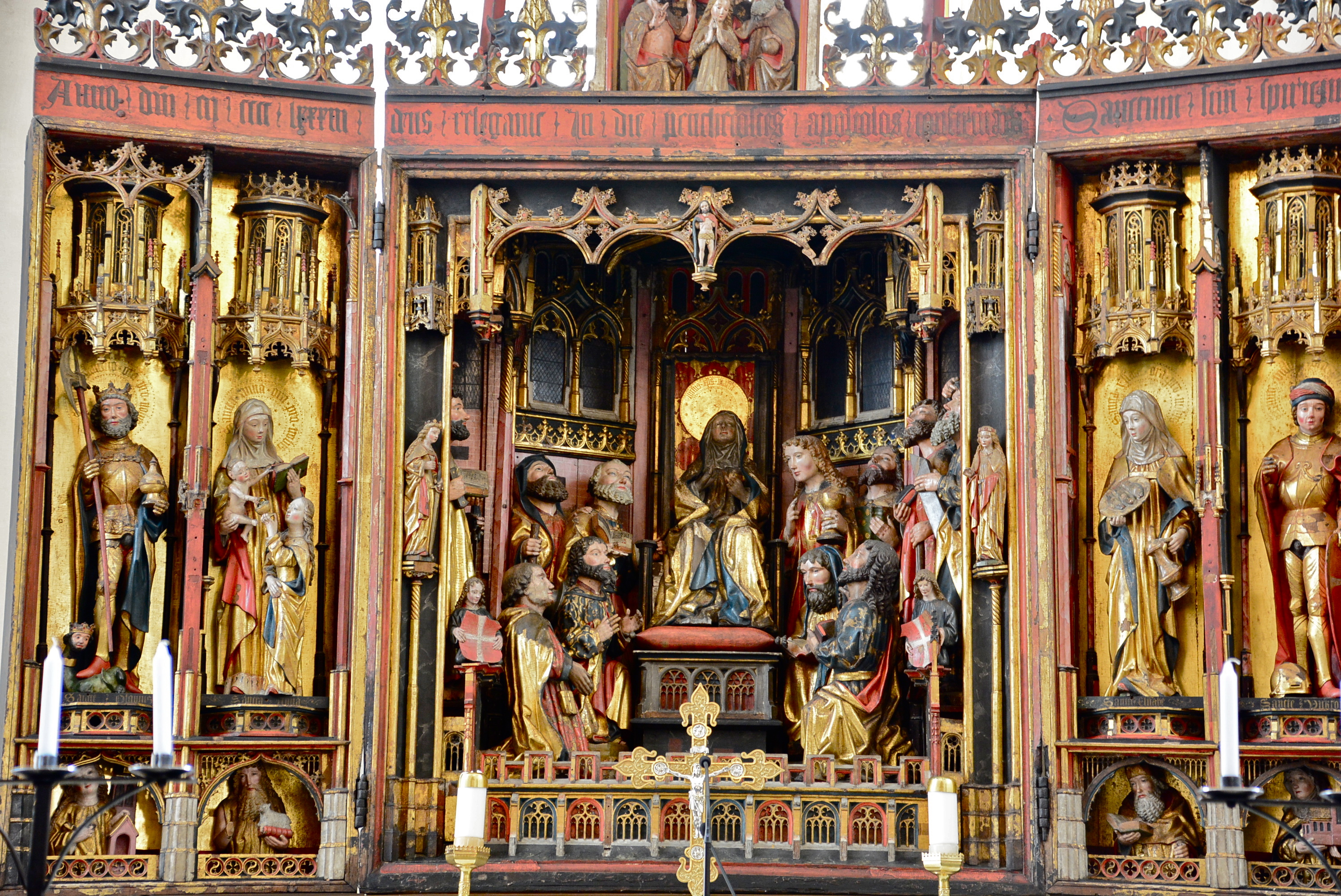
Головний вівтар, створений Бернтом Нотке (1483)

## Подальше читання
- Miljan, Toivo (2004). Historical Dictionary of Estonia. Scarecrow Press. с. 426. ISBN 9780810865716.